# 缤客
缤客（Booking.com）是世界最大的旅遊電子商務公司之一，主要提供全球住宿預訂的服務，是美国上市公司Booking Holdings的旗下品牌之一。
2019年1月其網站上顯示共有2,890萬個房源，位於14.5萬個旅行目的地，遍及全球228個國家和地區，每日預訂數超過155萬房晚。公司總部位於荷蘭阿姆斯特丹，在全球70個國家設有198間辦公室，旗下員工超過17,000人，提供全年無休、40多國語言的客戶服務。 

## 历史
1996年由Geert-Jan Bruinsma创建于荷兰小镇恩斯赫德，后搬至荷兰首都阿姆斯特丹，2000年与Booking Online合并，组合成为Booking.com，并任命Stef Noorden为公司首席执行官。Geert-Jan Bruinsma本想要在荷兰最大发行量报纸电讯报上打广告，被以只接受电话号码而非网站公司的理由拒绝。2002年Expedia也拒绝收购缤客，直到2005年才被美国上市公司Priceline集团（之後更名為Booking Holdings）以1.33亿美元收购，成为其名下六个品牌之一，并逐渐和母公司1.61亿美元买下的另一个品牌ActiveHotels.com加强合作。成功帮助母公司业绩从2002年的亏损1900万美元转为2011年的盈利11亿美元。
虽然被美国公司收购，但是缤客的运营中心仍在荷兰阿姆斯特丹。它和全球来自224个国家或地区的966,975家活跃住宿都有签订合同，线上网页支持语言多达42种。每天能提供超过90万间的住房预定。2013年，缤客宣称自己贡献了Priceline集团三分之二的利润。
2018年2月22日母公司Priceline集團宣布更名為 Booking Holdings，2月27日生效。
2019年6月26日，Booking Holdings 宣布由集團 CEO Glenn Fogel 兼任 Booking.com CEO，原 CEO Gillian Tans 轉任 Booking.com Chairwoman。
2020年因為嚴重特殊傳染性肺炎疫情，4月份預訂量下降了85％，公司向荷蘭政府申請緊急銜接就業措施 （页面存档备份，存于），獲得6450萬歐元工資補貼。8月4日對外宣布將對全球四分之一的員工實施裁員。

## 争议
近年来缤客和猫途鹰屡屡傳出争议，包括来自英国、法国、德国、意大利、捷克、奥地利、匈牙利、瑞典和瑞士等多國的竞争管理机构正在对缤客进行调查，質疑其采取不正当行为以达到市场的领先主导地位。